# Berlin (Massachusetts)
Berlin es un pueblo ubicado en el condado de Worcester en el estado estadounidense de Massachusetts. En el Censo de 2010 tenía una población de 2.866 habitantes y una densidad poblacional de 84 personas por km².

## Geografía
Berlin se encuentra ubicado en las coordenadas 42°23′6″N 71°38′2″O / 42.38500, -71.63389. Según la Oficina del Censo de los Estados Unidos, Berlin tiene una superficie total de 34.12 km², de la cual 33.6 km² corresponden a tierra firme y (1.53%) 0.52 km² es agua.

## Demografía
Según el censo de 2010, había 2.866 personas residiendo en Berlín. La densidad de población era de 84 hab./km². De los 2.866 habitantes, Berlin estaba compuesto por el 96.02% blancos, el 0.66% eran afroamericanos, el 0.31% eran amerindios, el 1.4% eran asiáticos, el 0% eran isleños del Pacífico, el 0.35% eran de otras razas y el 1.26% pertenecían a dos o más razas. Del total de la población el 1.54% eran hispanos o latinos de cualquier raza.